# Місяцехід

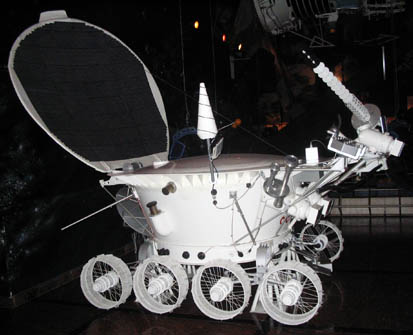
Місяцехід в музеї Корольова, м. Житомир

Місяцехі́д (англ. Lunar rover) — космічний апарат, планетохід, призначений для дослідження Місяця. Даним терміном прийнято називати як і автоматичні станції з дистанційним керуванням з Землі, так і звичайні транспортні засоби, які використовують астронавти для переміщення по поверхні Місяця.
В Україні місяцехід асоціюється з більш відомою Радянською космічною програмою по виготовленню планетоходів «Луноход» під час так званих «космічних перегонів» з США.

## Місяцеходи СРСР
До серії радянських місяцеходів входили:
- «Луноход-0» — місяцехід, який міг стати першим апаратом на Місяці. Але, внаслідок невдалого старту ракети-носія 19 лютого 1969 року, цього не відбулося. Причина аварії — руйнування обтікача корисного вантажу ракети-носія;
- «Луноход-1» — перший місячний самохідний апарат. Доставлений на поверхню Місяця 17 листопада 1970 року радянською міжпланетною станцією «Луна-17».
- «Луноход-2» — другий місячний самохідний апарат. Доставлений на поверхню Місяця 16 січня 1973 року радянською міжпланетною станцією «Луна-21».
- «Луноход-3» — третій місячний самохідний апарат. Планувалося, що його буде доставлено на поверхню Місяця 1977 року радянською міжпланетною станцією «Луна-25» (запуск не відбувся). Сьогодні перебуває у музеї НВО ім. С. О. Лавочкіна.

## Місяцеходи США

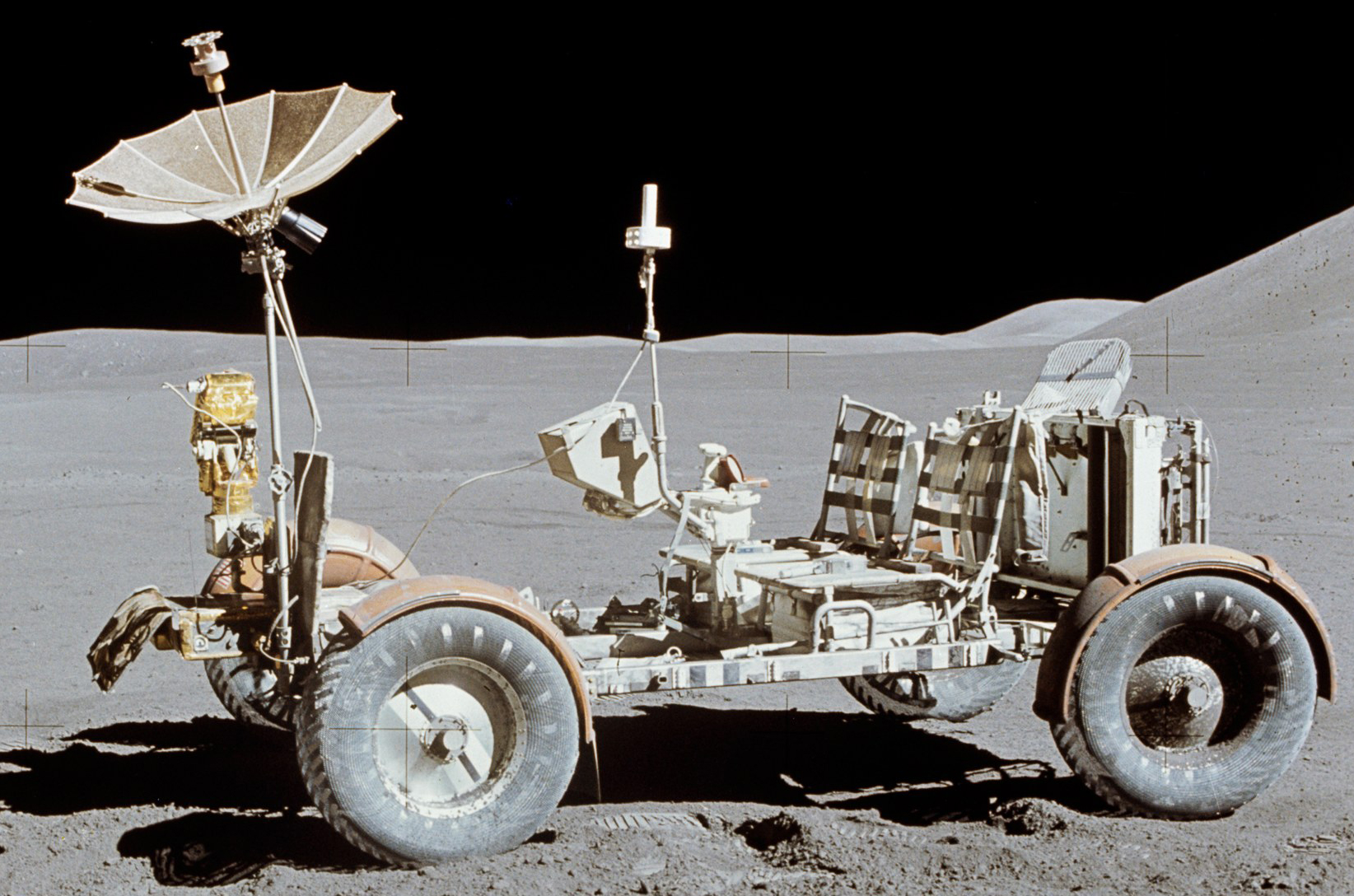
Аполлон-15 LRV на Місяці у 1971 році

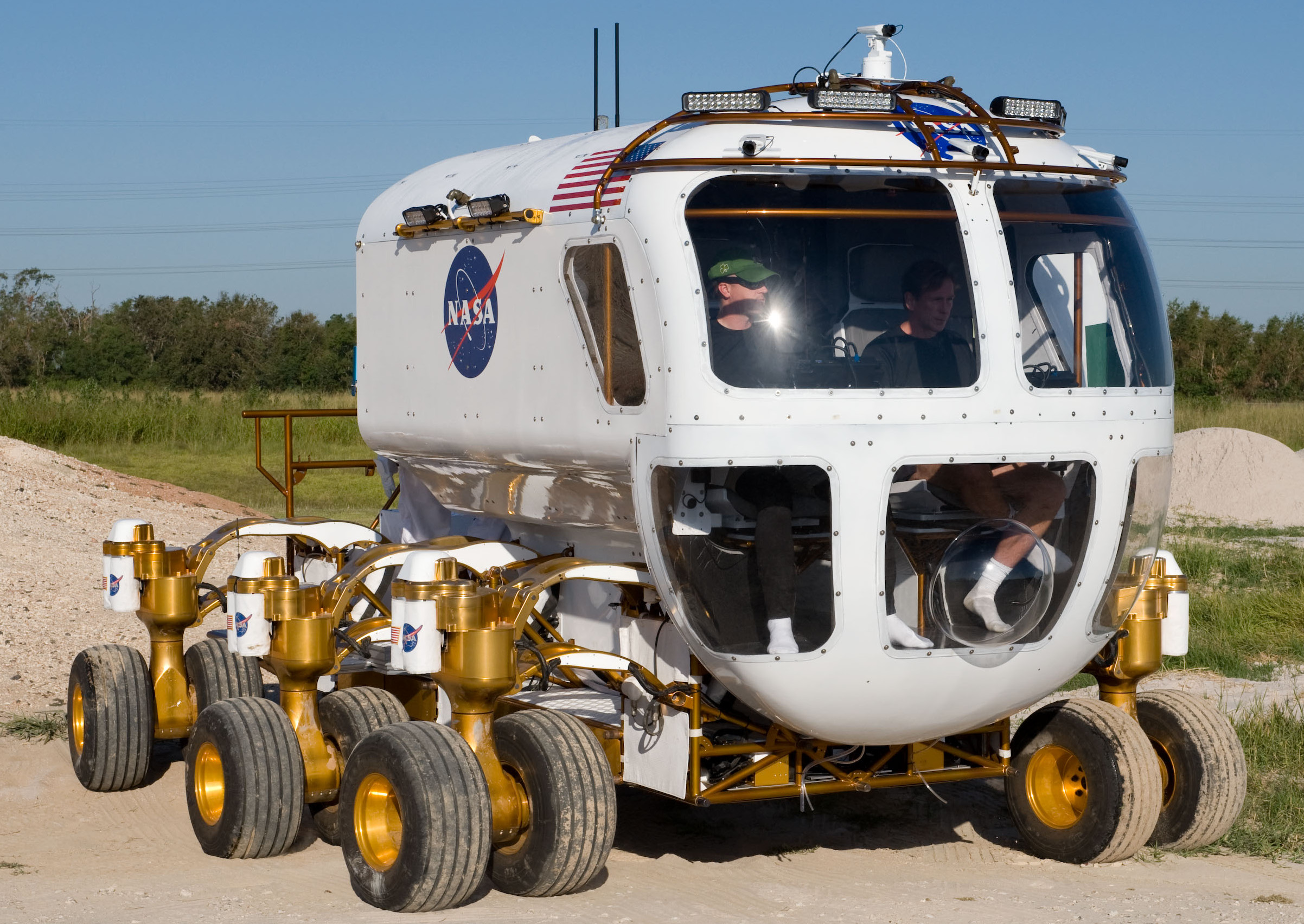
Small Pressurized Rover

Технічно Місячний автомобіль відрізняється місяцеходів, але за змістом це місяцехід.
Lunar Roving Vehicle (LRV) — чотириколісний транспортний засіб, що живиться від двох неперезаряджуваних батарей. LRV міг перевозити одного або двох астронавтів, їх обладнання та місячні зразки. Впродовж 1971 і 1972 років LRV використовувалися на Місяці для американської програми «Аполлон» — «Аполлон 15», «16» і «17».

### Small Pressurized Rover
Small Pressurized Rover являє собою невеликий всюдихід з 6 провідними колісними осями. Апарат працює від акумуляторів, що дозволяють в умовах місячної гравітації і поверхні розвивати йому швидкість до 10 км/год. У герметичній кабіні влаштовані місця для двох астронавтів і невеликий відсік для вантажів. Розрахункова автономність: до 2 тижнів або 1000 км.

### All-Terrain Hex-Legged Extra-Terrestrial Explorer
All-Terrain Hex-Legged Extra-Terrestrial Explorer (ATHLETE) — автоматичний шестиногий транспортний всюдихід, що розробляється Jet Propulsion Laboratory (JPL), Каліфорнійським технологічним інститутом і NASA.

## Місяцеходи Китаю

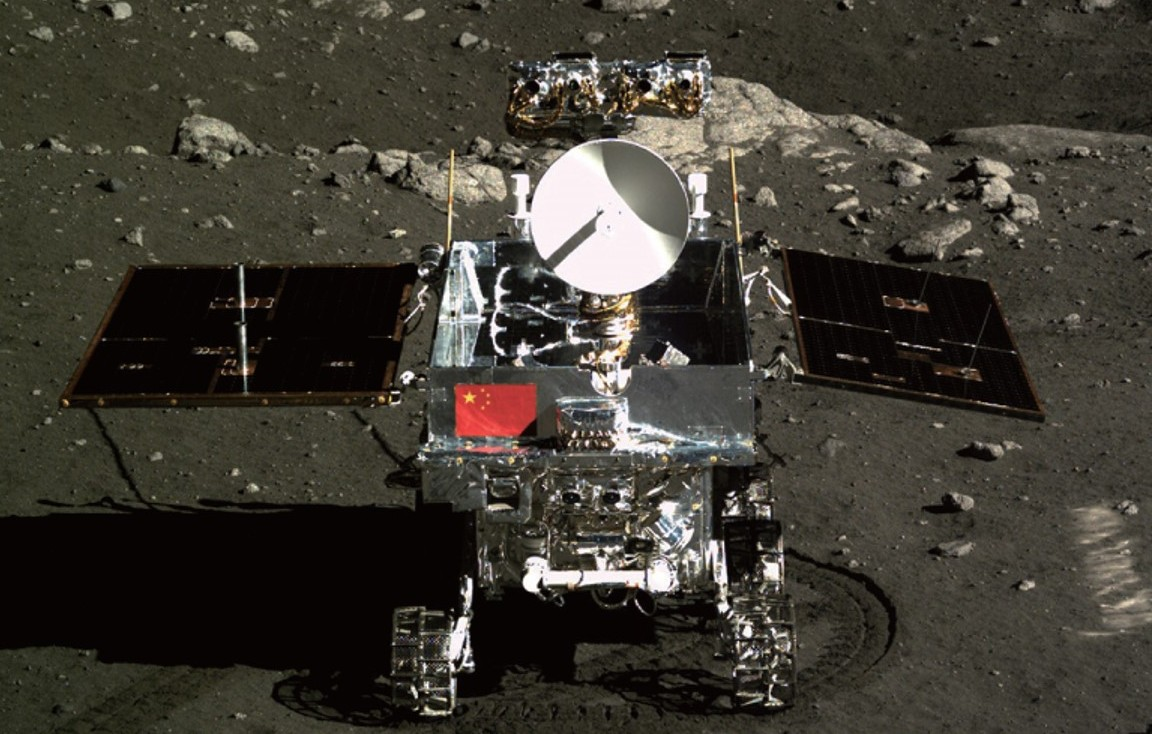
Юйту на поверхні Місяця у 2013

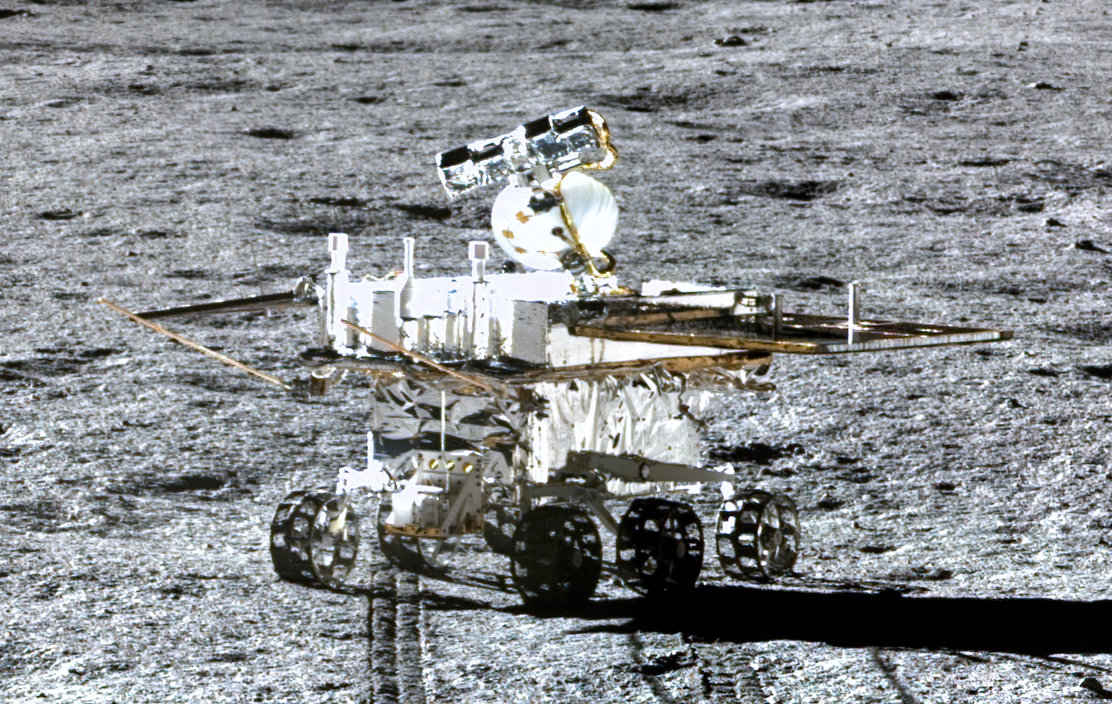
Юйту-2 на Місяці, фото з посадкового модуля Чан'е-4, 2018 рік

- «Юйту» — перший китайський місяцехід, який є частиною Китайської програми дослідження Місяця. Автоматична станція «Чан'е-3» здійснила посадку на поверхню Місяця 14 грудня 2013 року, у Морі Дощів на схід від Затоки Веселки.
- «Юйту-2» — китайський місяцехід, який став першим місяцеходом на зворотньому боці Місяця. В рамках місії «Чан'є-4», однойменна автоматична станція здійснила посадку на Місяць 3 січня 2019 року у кратер Фон Кармана, що розташований у Басейні Південного полюсу — Ейткен.

У грудні 2019 року «Юйту-2» побив місячний рекорд довголіття, який раніше належав радянському марсоходу «Луноход-1», який працював на поверхні Місяця одинадцять місячних днів (321 земний день) і подолав загальну відстань 10,54 км (6,55 миль).

## Японський місяцехід
Японський місяцехід планувалося запустити в 2017 році, його призначення — пошук на місячній поверхні корисних копалин. За створення місяцеходу відповідає компанія HAKUTO, яка уклала контракт з японським аерокосмічним відомством JAXA.
19 січня 2024 року, в ході місії SLIM, на Місяць було доставлено функціонально спарені місяцеходи LEV-1 та LEV-2 (англ. Lunar Excursion Vehicle 1, Місячний екскурсійний транспортний засіб).
Особливістю LEV-1 є спосіб пересування — стрибками (при вазі 2,1 кг та розмірах 26x40x30 см), а LEV-2 — вагою 250 г (англ. Palm-Sized Lunar Excursion Vehicle 2) у вигляді сфери, що здатна змінювати форму та містить 2 камери на борту. LEV-1 "вистрілював" LEV-2 і кулеподібний маленький місяцехід повертався заданим маршрутом до LEV-1.

## Європейський місяцехід
В червні 2025 року на «Паризькому авіасалоні 2025» (Paris Air Show) був презентований європейський місяцехід «Mona Luna», створений компанією Venturi Space у Франції, Монако та Швейцарії. Місяцехід має приземлитися на Місяць орієнтовно у 2030 році. «Mona Luna» – це автономний космічний апарат з живленням від сонячних акумуляторних батарей, що дозволяє виконувати тривалі місії протягом тривалих періодів світлового дня на Місяці. Він має вагу 750 кг, максимальну швидкість руху 20 км/год та цілком здатний перевозити різноманітні корисні вантажі по поверхні Місяця.